# Dazzling Girl
Dazzling Girl è un singolo del gruppo musicale sudcoreano SHINee, pubblicato il 10 ottobre 2012. Si tratta del primo singolo ufficiale giapponese.

## Tracce
- CD

1. Dazzling Girl (Lyrics: Sara Sakurai, Rx) – 3:32 (Drew Ryan Scott, Rob. A!, Justin Trugman, Jaakko Manninen, Walter Afanasieff, Rx)
2. Run With Me (Lyrics: Kanata Okajima) – 3:12 (Peter Habib, Adam Nierow, Erika Nuri)